# Pleione saxicola
Pleione saxicola là một loài thực vật có hoa trong họ Lan. Loài này được Tang & F.T.Wang ex S.C.Chen miêu tả khoa học đầu tiên năm 1987.